# Kujira no Josephina
Kujira no Josephina (くじらのホセフィーナ Kujira no Hosefīna?) es una serie de anime producida por Ashi Productions en 1979. Se basa en el libro infantil Adiós, Josefina del escritor español José María Sánchez Silva. La serie fue doblada en varios idiomas contando con versiones en inglés, castellano, italiano y japonés.

## Argumento
Santi es un niño español tímido, miedoso e inseguro que crea mediante su imaginación a Josefina, una ballena mágica de color azul verdoso. Josefina es capaz de aumentar y disminuir su tamaño, así como de volar. Santi la guarda en un vaso de agua sobre su mesa durante la noche y es el único que la puede ver y oír. En el transcurso de la serie, Josefina ayuda a Santi a afrontar las dificultades que tiene durante su infancia.

## Personajes
Santiago "Santi" Costa (サンティー Santī?)
Voz por: Naomi Jinbō
Es el protagonista de la historia, un niño español que siente un gran gusto por las ballenas. Sus grandes aficiones son aparte de las ballenas, escuchar historias relacionadas con estas, contadas por su Abuelita y más adelante jugar al fútbol. Debido a las inseguridades y miedos de la niñez, crea a Josefina. Una ballena que para él es su mejor amiga y con la que pasa muchas aventuras juntos. Cuando era más pequeño, siempre iba tirando de una cuerda que según él, iba afirmando una ballena que solo él podía ver. Con el tiempo, Santi comienza a madurar y no ser dependiente de Josefina.
Josefina (ホセフィーナ Hosefīna?)
Voz por: Kazue Takahashi
Es una ballena color verde agua creada por Santi en su imaginación. Tiene la particularidad de hacerse gigante o pequeña a voluntad de Santi y de volar. Es la mejor amiga de Santi y juntos viven grandes aventuras e incluso muchas veces, salva a Santi cuando está en peligro. En el último capítulo, Santi se despide de ella, además de ver con tristeza que Santi ya no es un niño y no dependerá de ella.
Rafael Costa (ラファエル Rafaeru?)
Voz por: Takashi Tanaka
Es el padre de Santi y Rosa y esposo de María. Se ve como un hombre de fuerte carácter, pero quiere mucho a su esposa y en especial a sus hijos. Cuando Santi hacía maldades en la casa debido a que no le gustaba ir a la escuela, lo tuvo que nalguear y castigar sin postre en la cena debido a su conducta, además de enseñarles a Santi y Rosa que las personas algún día tienen que partir, cuando la Abuelita murió. 
María de Costa (マリア María?)
Voz por: Toshiko Sawada
Es la madre de Santi y Rosa y esposa de Rafael. Quiere mucho a su esposo y en especial a sus hijos. Ella es quien le dice (con lágrimas en los ojos) a Santi y Rosa que la Abuelita murió y tener que aceptar que ella ya no estará.
Rosa Costa (ローサ Rōsa?)
Voz por: Tomiko Suzuki
Es la hermana menor de Santi. Es una niña alegre y juguetona que trata de "Hermanito" a su hermano mayor. Aunque hay algunas ocasiones donde Santi le ha hecho maldades, como molestarla cuando él no quería ir a la escuela o no dejarla ver el desfile de los Reyes Magos, este la quiere mucho y estaría dispuesto a dar su vida por ella, como la vez cuando tuvo que salvarla pues una vaca furiosa corría tras ella.
Celia (セリア Seria?)
Voz por: Yoshiko Matsuo
Es una niña que Santi conoce en El Escorial cuando la salva de estar en peligro de caer por un acantilado, desde ese momento, se vuelven los mejores amigos y acostumbraban a pasear en bicicleta por el pueblo y los alrededores. Celia es a la primera persona que Santi le cuenta sobre la existencia de Josefina, pero en un principio, Celia no le cree. Después de contarle con detalles de las aventuras que han vivido, Celia si comienza a creerle. La despedida de ambos fue triste, pues Santi tuvo que volver repentinamente a Madrid por la muerte de la Abuelita y Celia comienza a seguir en bicicleta el auto donde este iba, generándose la despedida. En el último capítulo, Santi se encuentra con Celia quien se mudó a Madrid y también estaba estudiando para pasar los exámenes.
Benita (ベニータ Benīta?)
Voz por: Chiyoko Kawashima
Es la sirvienta de la casa de los Costa, quiere mucho a los niños y se preocupa de que siempre estén bien.
Abuela (おばあさん Oba-san?)
Voz por: Natsuko Kawaji
Es la abuela de Santi y Rosa. Ambos la tratan de cariño como "Abuelita" y Santi la quiere mucho pues ella es quien le cuenta historias sobre ballenas que tanto le gustan. En una ocasión enfermó y no pudo ir con ellos a El Escorial. Cuando Santi y Rosa ven a sus padres llegar desde Madrid, les informan que la Abuelita murió, siendo un golpe muy triste para Santi, pues todavía tenía un gran afecto por ella. Después con la ayuda de Josefina, la van a dejar y a despedir al cielo.
Maestro (先生 Sensei?)
Voz por: Eken Mine
Es el maestro que ayuda a Santi a prepararse para los exammenes, aunque se ve que es muy exigente, se nota que es muy comprensivo, en especial cuando Santi le pide estar unos momentos con Celia.

## Episodios
Son un total de 24 episodios los que se transmitieron desde el 2 de abril de 1979 al 25 de septiembre del mismo año, con una duración de 30 minutos cada uno: 
| 1 | Secreto en el vaso                      |  |  |  |
| Santi se levanta por la noche e invoca a una ballena color verde agua que la deja en un vaso con agua y quien lo invita a dar un paseo en la noche por la ciudad de Madrid, en España, visitando el Palacio de Cristal del Retiro. Contando que en ese lugar, antiguamente hacían arte en porcelana para el Rey. Al momento de ver que la Ballena se para frente al guardia del Palacio para hacerle bromas, este no la ve. Ahí se sabe del detalle que solo Santi puede ver a la ballena. Al regresar a casa para dormir, Santi recuerda como se hizo amigo de la ballena y que cuando era más pequeño siempre arrastraba un largo trozo de cuerda y que para todos era algo muy extraño, pero él lo hacia nada más que para llevar consigo a la ballena que solo él podía ver. Un día, al querer levantar a Rosa (que era un bebé) de su cuna mientras era cuidada por la Abuelita para enseñarle a caminar, a Santi se le suelta y es salvada por la ballena quien cae en su lomo, dejándola nuevamente en su cuna y quien se despierta y comienza a llorar. Al día siguiente, Santi le dice a Rosa de su gran secreto, el que él tiene una ballena que la puede llevar para todos lados. Pero Rosa le pregunta cual es su nombre, por lo que no se le ocurre ninguno. Después de mucho pensar, Santi le dice que la ballena se llama "Josefina". Cuando están tomando el té en el comedor, Rosa les cuenta que Santi es dueño de una ballena muy grande la cual él nada más podía ver, generando la furia de Santi quien comienza a buscarla y a perseguirla por todos lados. Pero aparece Josefina quien le dice que los niños pequeños no saben guardar secretos y que no se lo tome tan a pecho, invitandolo a futuro a conocer el océano, que es el hábitat original de Josefina. |                                         |  |  |  |
| 2 | Mar misterioso                          |  |  |  |
| Rosa está buscando a las mascotas de la casa: Una tortuga, un gato y un canario mientras Santi va de compras mandado por Benita. Posteriormente, Santi viaja con Josefina hasta la clínica veterinaria donde trabaja su padre. Ahí ve que están atendiendo al gato, a la tortuga y al canario de la casa que comienzan a hacerle gracias y a conversar con Santi. Las mascotas se niegan a aceptar a Josefina como un miembro más de la familia, a pesar de todas las cualidades que Santi cuenta de ella. Invitandolos a pasear en el lomo de Josefina a un mar misterioso. Al terminar el viaje, llegan ambos a una iglesia donde se realiza el bautizo de Josefina. Después de regresar de noche a la casa, Josefina se esconde bajo la cama y la Abuelita ve a Santi leyendo un libro pero se da cuenta de que lo está leyendo al revés. En la cena, Rosa le pregunta por la ballena y Santi le dice que no existe ninguna. Guardando así el secreto de Josefina. |                                         |  |  |  |
| 3 | Nuestra isla desierta                   |  |  |  |
| |                                         |  |  |  |
| 4 | Aventura en el pueblo fantasma          |  |  |  |
| Santi y su familia van de paseo a la Ciudad Encantada de Cuenca. Allí Santi comienza a buscar a Josefina internándose entre las curiosas figuras de piedra erosionada las cuales cobran vida y comienzan a perseguirlo. |                                         |  |  |  |
| 5 | Hola, Japón.                            |  |  |  |
| |                                         |  |  |  |
| 6 | Odio la escuela                         |  |  |  |
| Santi comienza a hacer un sinfín de maldades en la casa. Como lanzar los libros de la biblioteca de su cuarto, molestar a Rosa y también a las mascotas, nada más porque no tenía deseos de ir a la escuela. Después de entrar al baño a jugar con agua, se ve junto a Josefina nadando cerca de unas cuevas submarinas, pero esta desaparece y de repente aparecen dos gatos que llevan a Santi a la fuerza ante un tribunal donde el juez es una tortuga y los acusantes son un grupo de gatos y uno de canarios (precisamente las mascotas que estaba anteriormente molestando). Al decir los acusantes de todas fechorías por las que a Santi se le acusa, la tortuga le pregunta si le gusta ir a la escuela y Santi les dice que no, por lo que los animales comienzan a reirse de él, declarando que su condena será estar en la escuela por el resto de su vida. Al momento de terminar el juicio, los gatos y los canarios se abalanzan sobre Santi, a quien le amarran las piernas a una roca y lo lanzan al agua, donde llega Josefina de manera oportuna a salvarlo. Al despertar, Santi se da cuenta de que es una pesadilla y va a la oficina de su padre donde es sermoneado, nalgueado y castigado sin comer postre en la cena. Mientras están en la cena y a pesar de que la Abuelita le quiere dar su postre a Santi, su padre dice que no lo haga y ella le cuenta que ir a la escuela no es tan malo como parece, pues ahí podrá aprender muchos más cuentos sobre ballenas que tanto le gustan. |                                         |  |  |  |
| 7 | Simbad tiene un resfriado               |  |  |  |
| Santi escucha el cuento de Simbad el Marino con el cual queda fascinado, pero al rato después, se siente enfermo y mientras duerme, se imagina que es Simbad, pero es atacado por los virus del resfrio donde Josefina lo salva al tragarselos. |                                         |  |  |  |
| 8 | El primer día en la escuela.            |  |  |  |
| Santi está en su primer día de escuela, pero tiene miedo de quedarse solo mientras lo pasan a buscar. Es por eso que le pide a Nicolás, un compañero de clases que es el matón del curso, que se quede con él a cambio de unas monedas de cartón que Santi le da. Al ver que Santi le roba a Rosa sus monedas de cartón para dárselas a Nicolás, no sabe que hacer. Ahí Santi le dice a Josefina que castigue a ese niño malo como él dice, pero esta le dice que no puede hacer nada. Hasta que en el patio, Nicolás comienza a golpear, a tratar de miedoso y a exigirle más monedas de cartón a Santi, quien aprovecha la oportunidad y le da un golpe en la nariz a Nicolás que le saca sangre de narices. |                                         |  |  |  |
| 9 | Me convierto en el niño de al lado.     |  |  |  |
| |                                         |  |  |  |
| 10 | La primera comunión                     |  |  |  |
| |                                         |  |  |  |
| 11 | La buena acción                         |  |  |  |
| En la escuela, les hablan de hacer buenas acciones a los más necesitados. Santi, al ver a Gonzalo, un vagabundo que estaba pidiendo dinero en la calle, le da a Josefina y después, creyendo que está en peligro, va en busca de ella, pero no puede encontrar a Gonzalo. Posteriormente, Santi ayuda a una anciana quien le agradece su buena acción y es donde Josefina aparece sana y salva. Recordando la anciana cuando Santi la ayudó y Gonzalo, al ver que pedir limosna es malo, comienza a trabajar honradamente. |                                         |  |  |  |
| 12 | No como pescado.                        |  |  |  |
| |                                         |  |  |  |
| 13 | Estrella del tesoro, estrella secreta   |  |  |  |
| |                                         |  |  |  |
| 14 | La cigüeña blanca que llegó a las aulas |  |  |  |
| |                                         |  |  |  |
| 15 | El caballero de Escorial                |  |  |  |
| Santi despierta en la mañana y recuerda que la Abuelita le pidió que la despertara, pero su madre le dice que su padre quiere hablar con él. Informandole que viajarán junto a Rosa y acompañados de Benita al pueblo de San Lorenzo de El Escorial a pesar de que todavía están en época escolar. Pero María y Rafael no les dicen que la Abuelita está enferma lo que genera la preocupación de ambos. Al llegar, Santi ve que Josefina también está presente, ya que la ve nadando en la piscina. Después de viajar juntos por distintos lugares de El Escorial, pasan por el monasterio que a la salida se encuentran con Don Quijote de la Mancha y Sancho Panza, quien por arte de magia, le colocan una armadura a Santi y hace que le diga su nombre de caballero que es "Santiago Costa de Madrid", invitandolo a luchar contra los demonios. Cuando van avanzando por los caminos, Don Quijote escucha unos ruidos extraños que confunden con el sonido del viento, pero ve a unos monstruos de árboles que comienzan a atacarlos, venciéndolos fácilmente y regresan de vuelta al tranquilo bosque donde Don Quijote y Sancho Panza agradecen a Santi y Josefina que los haya ayudado a derrotar a los monstruos. Ahí le preguntan a Santi si tiene una "Bella Dama" que lo inspire en sus aventuras (Tal como Dulcinea con Don Quijote) pero Santi no tiene como responderle. Al comenzar a subir una colina, escucha unos gritos de auxilio, ahí ve a una niña que está a punto de caer a un acantilado, por lo que Santi la toma de las manos y logra salvarla. Ahí se dicen sus nombres, por lo que ella le dice que se llama Celia y que le regala un collar de flores en agradecimiento. Acordando encotrarse al día siguiente y dejando muy contento a Santi, pues ya encontró a su "Bella Dama" como se lo dijo Don Quijote. |                                         |  |  |  |
| 16 | Mi querida niñita                       |  |  |  |
| Santi va en bicicleta en busca de Celia pero dejando sola a Rosa y quien comienza a molestar a una vaca llamándola "vaca fea". Al momento de ir por las calles, choca con otra bicicleta, donde se da cuenta de que es Celia y quien cura a Santi del brazo pues tenía una herida en el brazo. Después comienzan a pasear por unas colinas donde a un hombre le espantan a su mula que comienza a correr desvocada y quien enojado comienza a perseguirlos. Posteriormente, Santi y Celia se separan y acuerdan juntarse en el Monasterio donde le cuenta a Celia que tiene como mejor amiga a una ballena llamada Josefina, pero Celia, primero lo mira incredula a pesar de que le contó todas las aventuras que habían pasado. Aunque no la puede ver ni tocar, Celia cree en lo que Santi le está contando sobre Josefina. Después, Rosa ve a un ternero que estaba pastando y que golpea con una vara, pero el ternero se va al lado de una vaca quien después comienza a perseguirla. En ese momento, Santi llega junto a Celia quienes también son perseguidos por la vaca, que comienza a mostrarle una muleta de torero para de esa forma hacer que Rosa se salve, salvándose ambos al esconderse en un rincón de los cerros colindantes. Al momento de despertar, Santi se da cuenta de que no fue un sueño y Celia le agradece dándole un beso y diciendo que es un chico muy valiente. |                                         |  |  |  |
| 17 | La montaña de fuego                     |  |  |  |
| Unos niños de El Escorial, en especial Miguel, su líder, tienen celos de que Celia pase el mayor tiempo con Santi y es por eso que comienzan a molestarlo y a arrojarle huevos. Miguel le regala un polluelo a Celia para que vayan juntos y los amigos de este y le dicen a Santi que no es un hombre a menos que no suba a un árbol y baje con un nido. Santi, regresa triste a su casa porque Celia se fue con Miguel, pero un rato después esta va a a buscarlo para pedirle regresar el pajarito a su hogar. Al regresarlo, Santi y Celia se encuentran con Miguel y sus amigos, quienes le exigen que devuelvan el pajarito, pero Santi logra hacerlos a un lado y correr hasta el árbol y subir gracias a Josefina. Cuando deja el pajarito en su nido, Miguel, todavía celoso de la amistad que Santi tiene con Celia y enojado porque Santi logró subir al árbol, le lanza una piedra con una resortera y lo hace caer, salvándose gracias a rebotar en las ramas y a Josefina que logran amortiguar su caída. Miguel, no convencido del por qué se pudo salvar de una caída desde esa altura, le es contado por Santi que Josefina lo salvó y no le creen ninguna palabra y que está mintiendo, pero logra convencerse después de que encuentran una montaña con la forma de una ballena y Miguel, como de costumbre y llevando la contraria a Santi, no está convencido de que esa montaña es una ballena, por lo que prende fuego en ella y genera un gran incendio, que se vuelve un monstruo y que Josefina vence lanzándole chorros de agua con su boca. Regresando a rescatar a Celia que está sana y salva. |                                         |  |  |  |
| 18 | Gran aventura en el Cielo               |  |  |  |
| Santi está alegremente andando en bicicleta junto a Celia por las calles y caminos de El Escorial, después junto a Rosa, se percatan que sus padres regresaron desde Madrid, pero ahí reciben la triste noticia de que la Abuelita murió. Santi no está convencido de su muerte y ahí su padre le dice que las personas deben morir alguna vez, es por eso que junto a Josefina van al cielo para despedirse de la Abuelita mientras espera un carruaje que la llevará al paraíso. Pero al cruzar por un arcoíris, caen al infierno y satanás quiere la aureola de la Abuelita para que se quede con ella, mandando incluso pequeños monstruos a atacar a Santi y Josefina siendo salvados por un ángel quien resultó ser satanás disfrazado. Después, llega un carruaje con un enviado del cielo a rescatarlos y quien conduce a la Abuelita hasta el paraíso. Al regresar, Santi y su familia deben ir de vuelta a Madrid, pero Celia iba en bicicleta en su búsqueda mientras el auto se alejaba, generando una triste despedida. |                                         |  |  |  |
| 19 | Captura los bandidos de la montaña      |  |  |  |
| |                                         |  |  |  |
| 20 | Batalla en el mar del norte             |  |  |  |
| Santi mientras está de vacaciones junto a su familia, se preocupa de que la Abuelita esté bien tanto en alma como en cuerpo en el cielo. Es por eso que desea que el cuerpo de la Abuelita esté en una parte mejor, para eso viaja con Josefina al Cementerio de Almudena, en Madrid en busca de su cuerpo para dejarla en un lugar mejor, donde se sorprenden al encontrar su tumba, comenzando a rezar por ella y van a dejar su cuerpo al Polo Norte. Pero un monstruo (que es un barco con cara de loco en la proa) No los deja pasar al Polo Norte y ataca a Josefina lanzandole arpones, que hace que Santi caiga al agua pero es salvado por Josefina que lo lleva dentro de su boca. Pero logran burlar al monstruo y dejan el cuerpo de la Abuelita en un lugar más fresco para que se pueda conservar. Despidiendose Santi de ella. |                                         |  |  |  |
| 21 | El rey demonio del mar del miedo        |  |  |  |
| |                                         |  |  |  |
| 22 | Aventura en el desierto                 |  |  |  |
| Es invierno en España y Santi junto a su familia van a ver el desfile de los Reyes Magos y así pedirles su regalo. Al estar tan entusiasmado, se interpone frente a Rosa quien después comienza a llorar y sus padres le dicen que los Reyes Magos solo le dan regalos a los niños buenos. Tomando conciencia de su mala acción, viaja con Josefina por el desierto en busca de los Reyes Magos. Es ahí cuando encuentran un castillo en medio del desierto habitado por dos princesas: Sierra, la mayor (que es muy parecida a Celia) y Donia, la menor (que es muy parecida a Rosa). Sierra le cuenta que Donia ha sido embrujada por "satán en el desierto" y ha estado dormida durante dos meses y necesita encontrarlo para así deshacer el embrujo. Cuando por fin logran encontrarlo, se nota que es un enemigo muy difícil de vencer, pues secuestra a Sierra y llama "sardina fea" a Josefina. Cuando Santi y Josefina logran encontrar a los Reyes Magos, ahí les explican que es su deber aprender los nombres de todos los niños del mundo y que si un niño hizo algo malo y después hizo algo bueno en compensación, también podrá recibir un regalo. Después, junto con Gaspar están decididos a vencer a "satán en el desierto", primero salvando a Sierra, quien estaba prisionera y posteriormente luchando codo a codo. "satán en el desierto" es un difícil enemigo para Gaspar, que al ver que está siendo derrotado, como último recurso le pasa un balón de fútbol a Santi para que de esa manera golpeara a "satán en el desierto" entre las cejas, porque ahí es su punto débil, lograndolo y a su vez venciéndolo. Pues de esa manera se pudo romper el hechizo y hace que Donia por fin despertara. Al día siguiente, Santi recibe un balón de fútbol (como el que logró vencer a "satán en el desierto") y Rosa una muñeca, como regalo de parte de los Reyes Magos. Prometiendo el primero que se portará mejor con ella. |                                         |  |  |  |
| 23 | El examen                               |  |  |  |
| |                                         |  |  |  |
| 24 | La despedida                            |  |  |  |
| Santi se prepara con su maestro para los exámenes finales. Al estar revisando unos libros, se encuentra con Celia que también está preparándose junto a su maestra para entrar a la escuela superior, pidiendole a ambos maestros, un instante para que estén juntos. Después de pasear por los parques ubicados en Madrid, recuerdan los momentos que pasaron especialmente en El Escorial. Hasta que Celia le pregunta por Josefina y Santi le dice que ya no es un niño y que ha crecido, dejando con mucha tristeza a Josefina que estaba cerca. Después, Santi llama a Josefina pero esta no viene ya que está muy triste, por lo que comienza a recordar todos los momentos y aventuras que habían pasado juntos. Posteriormente, su padre le muestra un reloj de plata que ha pasado de generación en generación y que prometerá regalarselo a Santi si es que pasa los exámenes, por lo que Santi por un momento va a su habitación y comienza a llamar a Josefina, haciéndose presente y despidiendose de Santi ya que ambos tienen distintos caminos que recorrer, que comienza a llorar y pidiendole como último favor, volar nuevamente por las calles de Madrid donde recuerdan varios momentos que pasaron juntos, recordandole a Santi que nunca la olvide. Al día siguiente, Santi va en camino a dar los exámenes y no deja de pensar en Josefina. Quien de repente se aparece y se despide definitivamente de él con lágrimas en los ojos, generando el adiós definitivo. |                                         |  |  |  |

## Música
Kumiko Ohsugi canta los temas de apertura y cierre de la serie en versión original, mientras que el chileno Juan Guillermo Aguirre interpreta la canción del programa en español para Hispanoamérica.

## Curiosidades
Durante los créditos de apertura del animé, los protagonistas aparecen volando en la Ciudad Encantada de Cuenca, en España. Por otra parte en el capítulo "Aventura en el pueblo fantasma", la acción tiene lugar en la ciudad de Cuenca donde además de las curiosas formas erosionadas que reciben nombres específicos también se mencionan las "casas colgadas".